# Coves de So n'Antelm
Les coves de So n'Antelm són un conjunt de dues coves funeràries prehistòriques situades a la possessió de So n'Antelm, municipi de Llucmajor, Mallorca.
La cova més antiga és pretalaiòtica, té un corredor d'accés amb escales, amb coberta de volta que forma un arc de mig punt; i una cambra de forma allargada amb fons absidal, amb doble fossa central, banc funerari i nínxol lateral. La segona cova és posterior, pertany a la cultura talaiòtica, i es troba molt deformada si bé conserva el doble vestíbul i la cambra. Els aixovars funeraris que s'hi trobaren estan dipositats al Museu d'Arqueologia de Catalunya (Barcelona).